# Cytotoxine
Cytotoxines zijn stoffen met een specifieke giftige werking op bepaalde cellen.
Cytotoxines worden bijvoorbeeld gebruikt in het immuunsysteem: bepaalde witte bloedcellen gebruiken het om bacteriën en met virussen geïnfecteerde cellen te doden. Een ander voorbeeld van een cytotoxine is het difterietoxine, een exotoxine dat vrij komt bij een infectie met een toxicogene stam van Corynebacterium diphtheriae .